# Teara circumfumata
Teara circumfumata är en fjärilsart som beskrevs av Felder 1874. Teara circumfumata ingår i släktet Teara och familjen tandspinnare. Inga underarter finns listade i Catalogue of Life.